# Przemysł petrochemiczny w Nigerii
Przemysł petrochemiczny w Nigerii – największy dział gospodarki Nigerii.
Od końca lat 50. XX wieku, kiedy to Brytyjczycy odkryli pierwsze złoża ropy, nigeryjski przemysł petrochemiczny był niszczony przez konflikty polityczne i ekonomiczne. Ich podłożem w znacznej mierze była szerząca się korupcja we władzach państwowych. Beneficjentami zaistniałej sytuacji były wielkie koncerny paliwowe (zwłaszcza Royal Dutch Shell). Sprawa istniejących patologii nie zwracała uwagi światowej opinii publicznej aż do lat 90. XX w., do momentu wykonania egzekucji na nigeryjskim działaczu społecznym i ekologicznym Kenie Saro-Wiwie. W rezultacie Nigeria została zawieszona w prawach członkowskich we Wspólnocie Narodów. Nigeryjski rząd, koncerny petrochemiczne oraz zależne od ropy kraje Zachodu są krytykowane za zbyt wolne wprowadzanie reform, mających na celu pomoc skrajnie zacofanym regionom i zapobieganie degradacji środowiska wskutek wydobycia ropy naftowej.

## Produkcja i wydobycie

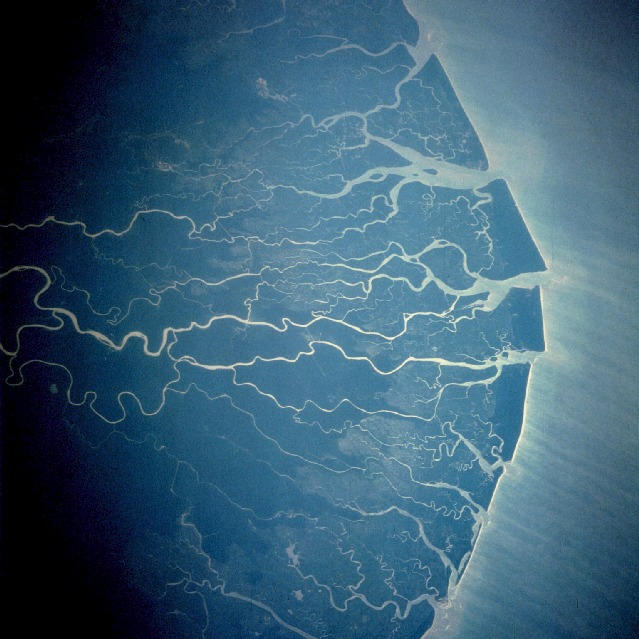
Widok na Deltę Nigru

W 2000 całkowite wydobycie ropy naftowej i gazu ziemnego stanowiło 98% eksportu i 83% dochodów dla nigeryjskiego budżetu państwa, generując ponad 40% PKB.
Nigeryjskie zasoby ropy naftowej są oceniane przez amerykańską instytucję Energy Information Administration na 16 do 22 mld baryłek. Niektóre źródła podają, że zasoby te mogą wynosić nawet 35,3 mld baryłek. Czyni to Nigerię 10. państwem na świecie pod względem posiadanych złóż tego surowca. W połowie 2001 średnie dzienne wydobycie ropy wyniosło około 2,2 mln baryłek na dzień.
Niemal że całość zasobów ropy naftowej skoncentrowana jest w rejonie delcie Nigru. Znaczące są także złoża podmorskie, które są eksploatowane przez wiele platform wydobywczych.
Nigeria w 1997 posiadała 159 pól naftowych oraz 1481 działających szybów według Ministra Zasobów Petrochemicznych. Większość pól posiadała niewielki zasięg i była rozrzucona. W 1990 odpowiadały one za 62,1% całości produkcji. W tym samym czasie 16 największych pól wydobywało pozostałe 37,9%.
Stany Zjednoczone importują 40% nigeryjskiej ropy, będąc jej największym odbiorcą. Stanowi to 10% zapotrzebowania USA na ten surowiec, plasując Nigerię jako swojego 5. największego dostawcę ropy.
Nigeria posiada sześć terminali załadunku ropy, z czego Shell posiada dwa, natomiast Mobil, Chevron Corporation, Texaco i Agip po jednym. Shell jest ponadto w posiadaniu magazynów Bonny Terminal i Forcados Terminal, w których można pomieścić do 13 mln baryłek.
Mobil działa na terenie Qua Iboe Terminal w stanie Akwa Ibom. Chevron Corporation jest właścicielem Escravos Terminal położonym w stanie Delta z możliwością magazynowania 3,6 mln baryłek. Agip posiada Brass Terminal Brass Terminal, 113 km na południowy zachód od Port Harcourt, jego magazyny mieszczą 3,56 mln baryłek. Texaco posiada Pennington Terminal.

### Rafinacja
Sektor rafinacji ropy naftowej w kraju jest słabo rozwinięty. Nigeria posiada zdolności przerobowe ropy na poziomie 445 tys. baryłek dziennie, jednak w latach 90. wykorzystywano jedynie ich 54% możliwości produkcji. W trakcie rządów Saniego Abachy przydział został zmniejszony jeszcze bardziej do 75 tys. bbl/dzień.
Istnieją cztery główne rafinerie: rafineria Warri może przerobić 125 tys. bbl/dzień, rafineria New Port w Port Harcourt może rafinować 150 tys. bbl/dzień(istnieje rafineria Old Port, w której zaniechano produkcji), a także rafineria Kaduna(obecnie zamknięta). Rafineria Warri i w Port Harcourt działają na 30% maksymalnych zdolności.
Ocenia się, że zużycie krajowe zużycie ropy wzrasta w tempie średnio 12,8% rocznie. Jednakże niewielu Nigeryjczyków może pozwolić sobie na zakup produktów petrochemicznych, gdyż większość z nich jest rafinowana z ropy poza krajem. Tym samym ceny pochodnych ropy pozostają na wysokim poziomie.

## Wpływ wydobycia ropy na środowisko

### Wycieki ropy
Wycieki ropy naftowej w Nigerii są dość powszechnym zjawiskiem. Szacuje się, że od 1958 w ten sposób utracono od 9 do 13 mln baryłek ropy. Rząd nigeryjski szacuje, że między 1970 a 2000 miało miejsce ok. 7 tys. wycieków.
Zużycie rurociągów oraz zły stan zbiorników do przechowywania surowca odpowiadają za ok. 50% przypadków wycieków. Celowe akcje sabotażu lub próby kradzieży stanowią 28%, zaś błędy w procesie wydobycia – 21%. Powodem dużej liczby przypadków wycieków jest duże rozgałęzienie skorodowanej sieci rurociągowej, spowodowane licznymi, ale małymi rozrzuconymi polami naftowymi.
Wydostawanie się ropy naftowej na zewnątrz sieci transportowej ma ogromny wpływ na lokalny ekosystem. Duże połacie lasów mangrowych, które są szczególnie podatne na skażenie, uległo zniszczeniu. Obszary skażone są opuszczane przez miejscową ludność, która zajmując nowe tereny delty Nigru powoduje jeszcze większą dewastację ekosystemu tych lasów (szacuje się, że w efekcie mogło zostać zniszczonych ok. 5-10% ich powierzchni).
Częste są przypadki zanieczyszczenia wody pitnej. W wielu miejscowych zbiornikach wodnych widoczna jest cienka warstwa ropy na powierzchni wody. Skażenia powodują poważne zagrożenie dla zdrowia miejscowej ludności, gdyż składniki ropy naftowej, nawet w małych stężeniach, mają właściwości kancerogenne.
W 2008 miały miejsce dwa katastrofalne wycieki z rurociągów, należących do koncernu Shell, które poważnie skaziły region Bogo w stanie Ogoniland. W efekcie obszar cechujący się jednym z największych na świecie poziomów bioróżnorodności, został w znacznym stopniu zniszczony. Zanieczyszczeniu uległy rozległe zasoby wody pitnej, a zbiorniki wodne stały się niezdatne do prowadzenia połowów ryb, czym trudniło się w tym regionie tysiące osób. Powodem katastrofy ekologicznej były zaniedbania ze strony koncernu przy utrzymaniu rurociągów. Zakres katastrofy pogłębił fakt brak odpowiedniej reakcji ze strony koncernu na zaistniało sytuację. Raport ONZ z 2011 szacował, że usunięcie skutków awarii zajmie od 25–30 lat i będzie kosztował 1 mld dolarów.
Koncern został także oskarżony o fałszowanie raportów, w których winą za większość wycieków obarczono akty sabotażu. W 2009 roku Shell został zmuszony do poprawienia fałszywych informacji dotyczących przyczyn wycieków ropy. Po wielokrotnych wypowiedziach, że 85% wycieków ropy w 2008 roku zostało spowodowanych przez celowe działania, Shell ogłosił w końcu że liczba ta jest bliższa 50%. Obydwa podane szacunki nie miały jednak wystarczająco przekonujących podstaw

### Spalanie gazu ziemnego
Gaz ziemny wydobywany razem z ropą naftową jest spalany w postaci flary na skalę niespotykaną w żadnym innym państwie. Szacuje się, że nawet 3,5 mld m³ gazu jest poddawana takiemu procesowi, co stanowi 70% tego surowca wydobywanego z ropą. Dane statystyczne związane z tym problemem są cały czas niewystarczające, a straty poniesione przez Nigerię ocenia się na 2,5 mld dolarów w ujęciu rocznym.
Przedsiębiorstwa wydobywcze działające w tym kraju wolą wydobywać gaz ziemny bezpośrednio ze złóż, w których występuje on samodzielnie. Przeprowadzenie procesu separacji gazu od ropy wymaga bowiem z ekonomicznego punktu widzenia więcej nakładów finansowych.
Światowa opinia publiczna zniechęca do tego typu praktyk, gdyż przyczyniają się one do zmian klimatu. Spalanie gazu uwalnia do atmosfery ogromne ilości metanu, który jest gazem o bardzo wysokim potencjale cieplarnianym. Kiedy w krajach rozwiniętych niemalże zrezygnowano ze spalania gazu we flarze, w Nigerii wzrastało ono proporcjonalnie wraz ze wzrostem wydobycia.
Tworzenie flar przynosi również duże straty dla przychodów państwa nigeryjskiego, gdyż uszczupla jego zasoby surowcowe nie przynosząc zysków. Dzieje się tak, ponieważ gaz spalony przez firmy wydobywcze jest objęty niewielką opłatą.

## Prawa człowieka, a wydobycie ropy
Jednym z największych zagrożeń, z jakim spotykają się mieszkańcy delty Nigru, jest rząd nigeryjski. Władze mają pełne prawo do odbioru ziem i przyznania ich koncernom paliwowym. Większość zysków z wydobycia ropy trafia do nigeryjskiego rządu. W wyniku tego Nigeria ma drugi pod względem wysokości PKB w Afryce Subsaharyjskiej. Pomimo ogromnych zysków państwa, a przede wszystkim koncernów, warunki społeczno-ekonomiczne ludności nie uległy widocznej poprawie. W ostatnich 30 latach nastąpił wręcz proces odwrotny. Według Banku Światowego większość zysków z wydobycia jest zagarniana przez zaledwie 1% społeczeństwa. Korupcja przyjmuje kolosalne rozmiary. Ocenia się, że od 1960 w jej wyniku zostało skradzionych od 300 do 400 mld dolarów. Wskaźnik percepcji korupcji, prowadzony przez organizację Transparency International, w 2016 lokował Nigerię na 136 pozycji na 176 zbadanych państw.
Nigeryjczycy często organizowali protesty przeciwko korupcji związanej z wydobyciem oraz degradacją środowiska, co zawsze spotykało się z brutalną reakcją sił rządowych. Jeden z takich przypadków miał miejsce w lutym 2005. Zorganizowano wtedy protest na terenie terminalu Chevrons Escravos, w którym wojsko otworzyło ogień, zabijając jedną osobę i raniąc 30. Jeszcze bardziej krwawe zdarzenia miały miejsce w 1994, kiedy wojsko napadło 30 wiosek w regionie Ogoniland. Aresztowano wówczas kilkuset protestujących, zabijając przy tym około 2 tys. osób.
Jednym z zatrzymanych był Ken Saro-Wiwa, nigeryjski producent telewizyjny, pisarz i działacz społeczny. W 1990 założył Ruch na Rzecz Przetrwania Ludu Ogoni (MOSOP). Pisał i wypowiadał się o szerzącej się w kraju korupcji i potępiał polegający na wyzysku sposób prowadzenia interesów przez koncerny Shell i BP. Po 17 miesiącach aresztu został zorganizowany pokazowy proces, w którym on i 8 innych osób zostało skazanych na śmierć. Wyrok został wykonany w 1995 przez powieszenie, a ciało pochowane w nieznanym masowym grobie. Historię Kena Saro-Wiwy i ludu Ogoni przybliżała kilkukrotnie kanadyjska dziennikarka, pisarka i aktywistka społeczna Naomi Klein w swojej książce No logo (1999). Zwracała uwagę na różne aspekty szczególnie niewygodne dla BP – kolonializm, wynagrodzenie niewspółmiernie niskie do ryzyka zawodowego górników naftowych, zniszczenia środowiska naturalnego Delty Nigru lub pomijanie ludu Ogoni przy podziale zysków na korzyść ludu Ijaw.